# Resolució 320 del Consell de Seguretat de les Nacions Unides
La Resolució 320 del Consell de Seguretat de l'ONU, aprovada el 29 de setembre de 1972 després de reafirmar les resolucions anteriors, el Consell va expressar la seva preocupació que, malgrat les resolucions anteriors, diversos estats van violar de manera encoberta i abrupta les sancions a la República de Rhodèsia. El Consell va demanar que la comissió que s'ha establert a la Resolució 253 del Consell de Seguretat de les Nacions Unides, consideri el tipus d'acció que s'ha de prendre "en vista del refús obert i persistent de Sud-àfrica i Portugal per aplicar les sancions" i va sol·licitar l'informe a tot tardar el 31 de gener de 1973.
La resolució es va aprovar amb 13 vots a cap; el Regne Unit i els Estats Units es van abstenir.